# Elena av Serbien

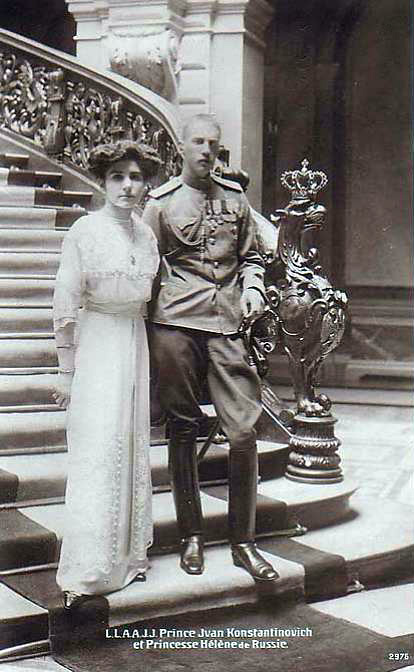
Prins Ivan Konstantinovitj med sin hustru Elena av Serbien, ca 1913

Jelena Karađorđević av Serbien, i Ryssland kallad Elena Petrovna, Jelena Petrovna, Hélène Petrovna och Ellen Petrovna, född 4 november 1884, död 16 oktober 1962, var en rysk furstinna, gift 1911 på Peterhof med furst Ivan Konstantinovitj av Ryssland, son till storfurst Konstantin Konstantinovitj och Elisabeth av Sachsen-Altenburg. Hon var dotter till kung Peter I av Serbien och Zorka av Montenegro.

## Biografi
Elena av Serbien växte upp hos sina fastrar Anastasia av Montenegro och Milica av Montenegro i Ryssland, där hon utbildades på Smolnijinstitutet i Sankt Petersburg. 
Hennes far besteg 1903 den serbiska tronen. I sin utrikespolitik var Peter I orienterad mot Ryssland. Därför bestämde han sig för att gifta sig med sin dotter Elena med en rysk prins. Hon mötte Ivan Konstantinovitj hos sin tredje faster, den italienska drottningen Elena av Montenegro. Paret blev förälskade i varandra och gifte sig av kärlek, vilket då var ovanligt, och Ivan ändrade sitt ursprungliga beslut att bli munk. 
Under Balkankrigen organiserade hon en medicinsk avdelning för Serbien i Ryssland, som anlände med henne till Belgrad den 15 oktober (28), 1912. Hon stannade inte länge i Serbien (även om hon hann med mycket arbete) och den 24 november (7 december 1912) reste hon till St. Petersburg. Elena studerade medicin vid universitetet i Sankt Petersburg efter giftermålet, men tvingades avbryta studierna då hon blev gravid 1914. Paret fick två barn. 
Efter oktoberrevolutionen förvisades Ivan Konstantinovitj, tillsammans med sina bröder Igor och Konstantin, till Vyatka, sedan till Jekaterinburg och sedan, i maj 1918, förvisad till Alapaevsk. Elena blev inte arresterad, men valde att på eget initiativ följa med Ivan i exil och lämnade barnen i sin svärmors vård. I Alapajevsk övertygade Ivan henne om att lämna fångenskapen och återvända till barnen. 
I juni 1918 lämnade Elena maken i Alapaevsk och reste till Moskva i hopp om att säkra sin mans frigivning. På vägen, efter att ha fått reda på att hennes man och andra landsförvisade hade fått nya restriktioner, bestämde hon sig för att inte gå längre, utan stannade kvar i Jekaterinburg och krävde tillstånd från de lokala bolsjevikiska myndigheterna att dela svårigheterna med fängelset med sin man. 
För att Elena inte skulle störa avrättningen av Romanovs som hade samlats i Ural, beslutade Ural-bolsjevikerna att arrestera Elena Petrovna, vilket skedde i Jekaterinburg den 7 juli 1918, under förevändning av hennes försök att etablera kontakt med den kungliga familjen som hölls i Ipatijev-huset i Jekaterinburg. 
Natten mellan den 17 och 18 juli kastades Ivan Konstantinovitj och hans bröder levande i en gruva nära Alapaevsk och dödades med granater. Elena hölls i fängelset separat och fördes inte ut för att dödas med de andra. 
I slutet av juli 1918 transporterades den arresterade Elena Petrovna till Perm. I oktober 1918 utverkade svenska diplomater tillstånd för hennes barn, före detta svärmor och före detta svåger och svägerska att lämna landet. Norska diplomater lyckades lokalisera Elena och utverkade även hennes utresa. 
De serbiska och norska ambassaderna (Elena Petrovnas svärmor var storhertiginnan Elisabeth Mavrikievna, en infödd tysk prinsessa som vid den tiden redan befann sig i Sverige med Elena Petrovnas barn, och gick i förbön för sin svärdotter) ingrep i Elenas öde under deras påtryckningar. 
Under fängelsetiden förde bolsjevikerna en flicka, som kallade sig Anastasia Romanova till hennes cell och frågade om denna var storfurstinnan Anastasia, men Elena svarade att hon inte kände igen flickan.
Elena fördes till Kreml, där hon satt fängslad en tid. Doktor S. Mitskevich undersökte Elena i fängelset och rapporterade: "Jag har diagnostiserat henne med psykoneuros i stadiet av svår psykisk depression... med attacker av akut melankoli, med tankar på självmord... Ytterligare instängdhet kan förvärra hennes mentala tillstånd och leda till allvarlig psykisk sjukdom." 
Den 2 december 1918 beslutade därför presidiet för den allryska centrala exekutivkommittén att överföra henne till den norska ambassaden och "inte hindra hennes avresa från RSFSR:s gränser". Elena avreste därefter till Sverige där hon återsåg sina barn. Hon bosatte sig sedan med barnen i Storbritannien. Hon gifte aldrig om sig.  Hon bosatte sig så småningom i Nice. 